# Lackenkarkopf
Der Lackenkarkopf (Bezeichnung in amtlicher topographischer Karte ÖK 50 und BayernAtlas sowie in der AV-Karte, im AV-Führer: Lackenkarspitze) ist ein 2416 m ü. A. hoher Berg im Karwendel in Tirol. Er befindet sich im östlichen Teil der Nördlichen Karwendelkette unweit des Karwendelhauses. Die Erstbesteigung erfolgte durch Hermann von Barth im Jahr 1870.
Der Gipfel ist vom Karwendelhaus (1771 m ü. A.) in 2 Stunden erreichbar. Die Gesamtgehzeit von den nächsten Talorten beträgt 7 Stunden von Scharnitz bzw. 6 Stunden von Hinterriß über den Kleinen Ahornboden. Daher ist die Tour ohne Radauffahrt eher als Zweitagestour mit Übernachtung im Karwendelhaus geeignet. Die Strecke von Scharnitz zum Hochalmsattel lässt sich gut mit dem Mountainbike befahren, was den Aufstieg und insbesondere die Abfahrt erheblich verkürzt und damit die Besteigung als Tagestour ermöglicht.
Der Aufstieg erfolgt vom Karwendelhaus über Hochalmsattel und Lackenkar sowie den Westgrat (ab Hochalmsattel weglos, aber einfache Wegfindung).